# علم التخلق الدوائي
علم التخلق الدوائي هو حقل ناشئ يدرس نماذج الوسم التخلّقية الكامنة التي تؤدي إلى اختلاف استجابة الفرد للعلاج الدوائي.

## خلفية
بسبب عدم التجانس المورثي، والعوامل البيئية، والأسباب الفيزيولوجية المرضية، قد يستجيب الأشخاص الذين يبدون تعبيرًا مرضيًا متشابهًا بشكل مختلف لنفس العلاج الدوائي. تبيّن أن اختيار العلاجات اعتمادًا على عوامل مثل العمر، ومساحة سطح الجسم، والجنس، والمرحلة المرضية، لا يعالج هذه المشكلة بصورة كاملة، لذا يتجه المحترفون الطبيون نحو استخدام البيانات الجينومية للمريض لاختيار العلاجات المثالية له. في الوقت الحالي، تظهر الدلائل المتزايدة أن علم التخلق يلعب أيضًا دورًا مهمًا في تحديد أمان وفعالية الدواء في علاج المرضى. علم التخلّق هو جسر يربط بين وراثيات الأفراد والعوامل البيئية من أجل تفسير بعض نواحي التعبير المورثي. بشكل خاص، تملك العوامل البيئية القدرة على تبديل الآليات الوراثية للشخص بطريقة معينة تؤثر على التعبير عن المورثات. على سبيل المثال، يمكن أن يغير تدخين السجائر حالة مثيلة (المعالجة بالميثيل) الحمض النووي الريبوزي منقوص الأكسجين (DNA) للمورثات، وبالتالي التعبير عن هذه المورثات بآليات مختلفة.
يمكن أن تؤدي التغيرات التخلقية في المورثات الناتجة عن عوامل مثل البيئة إلى تعبير مورثي شاذ وبدء الأمراض. يبدل ترقي الأمراض النماذج التخلقية لكامل الجينوم. رغم أن التغيرات التخلقية تستمر بشكل عام مدة طويلة، وتكون في بعض الحالات دائمة، لا تزال هناك إمكانية تغيير الحالة التخلقية لمورثة ما. لذلك، طُوِّرت أدوية لاستهداف النماذج التخلقية الشاذة في الخلايا إما لتفعيل أو لتثبيط التعبير المورثي المُعدَّل تخلقيًا. يُعرَف ذلك بالعلاج التخلقي. إلى جانب كونها أهدافًا للدواء، تُستخدَم التغيرات التخلقية أيضًا كمؤشرات تشخيصية وإنذارية للتنبؤ بخطر المرض وترقيه، وقد يكون ذلك مفيدًا من أجل تطوير الطب الشخصي.
أدى تطور مشروع الجينوم البشري والتقدمات في علم التخلق إلى نشوء حقل مزدهر يُعرَف بعلم التخلق الدوائي. طُوِّر علم التخلق الدوائي في البداية لدراسة كيفية تأثير النماذج التخلقية لمستقبلات الدواء، والأنزيمات المُستقلِبة للدواء، والمستقبلات النووية، على استجابة الشخص للدواء. في الوقت الحالي، يركز علم التخلق الدوائي على أمر إضافي: تطوير أدوية تخلقية علاجية يمكن أن تؤدي إلى حدوث تعديلات في الجينوم من أجل تقليل سبب المرض أو أعراضه لدى شخص ما. رغم أنه لا تزال هناك فجوة كبيرة بين المعرفة بالتعديلات التخلقية على آليات استقلاب الدواء والتطبيقات السريرية إلا أن علم التخلق الدوائي قد أصبح حقلًا سريع النمو يملك القدرة على لعب دور هام في الطب الشخصي.
من أجل تطوير علاجات تخلقية فعالة، من الضروري فهم الآليات التخلقية الكامنة والبروتينات المشاركة. تلعب الآليات والتعديلات المتنوعة دورًا في إعادة القولبة والإشارات التخلقية بما فيها مثيلة (المعالجة بالميثيل) الحمض النووي الريبوزي منقوص الأكسجين (DNA)، وتعديل الهستون، وتعديلات الرابطة التساهمية، وانتساخ الحمض النووري الريبوزي (RNA)، والأحماض النووية الريبوزية الميكروية (microRNAs)، والحمض النووري الريبوزي الرسول (mRNA)، والحمض النووي الريبوزي المتداخل الصغير (siRNA)، وتحديد مواقع الجسيمات النووية. بالتحديد، درس العلماء بشكل مكثف الارتباطات بين مثيلة الحمض النووي الريبوزي منقوص الأكسجين، والتعديلات الهستونية، والحمض النووي الريبوزي الميكروي مع تطور الأمراض.
مثيلة الحمض النووي الريبوزي منزوع الأكسجين هي أكثر الآليات التخلقية المدروسة على نطاق واسع. يحدث معظمها في مواقع CpG. يُعيَّن دنا ميثيل-ترانسفيراز للموقع، ويضيف مجموعات الميثيل إلى سيتوزين ثنائيات النوكليوتيد CpG. يسمح ذلك للبروتينات الرابطة لمجموعة CpG-ميثيل بالارتباط مع موقع المثيلة وإحداث تنظيم انخفاضي للمورثات. يُنجَز تعديل الهستون بشكل أساسي عبر تعديل النهاية الأمينية للهستون. تتضمن الآليات: الأستلة، والمثيلة، والفسفرة، وإضافة اليوبيكويتين...إلخ. تؤثر على ضغط بنية الكروماتين، وقابلية الوصول إلى الحمض النووي الريبوزي منقوص الأكسجين، وبالتالي المستوى الانتساخي لمورثات محددة.
بمجرد فهم الآليات التخلقية الكامنة سيصبح من الممكن تطوير طرق جديدة لتبديل العلامات التخلقية مثل «الأدوية التخلقية» أو التعديل الجينومي وهو الكتابة فوق النماذج التخلقية باستخدام إشارات من صنع البشر من أجل توجيه البروتينات التخلقية لاستهداف الموقع. علاوة على ذلك، بالاعتماد على النماذج التخلقية الفريدة للمريض، يمكن أن يخصص المحترفون الطبيون بصورة أكثر دقة علاجًا آمنًا وفعالًا يشمل الأدوية التخلقية المناسبة المُصمَّمة للمريض.